# Parma Associazione Sportiva 1937-1938
Questa pagina raccoglie le informazioni riguardanti il Parma Associazione Sportiva nelle competizioni ufficiali della stagione 1937-1938.

## Stagione
Difficile e deludente per il Parma la stagione sportiva 1937-1938:  termina quindicesimo e penultimo con 15 punti. 
Nuovi il presidente, Nino Medioli ed anche la guida tecnica, l'ex alessandrino Elvio Banchero nelle vesti di allenatore e giocatore. Sono esigue le risorse economiche e le potenzialità tecniche; non può che scaturirne un'annata difficile e da dimenticare in fretta. Miglior marcatore di stagione con 9 reti Walter Avanzini. Penultimo posto in classifica con soli 17 punti, frutto di 4 vittorie, nove pareggi e 17 sconfitte. Meritata retrocessione sul campo, però in piena estate il Parma, in virtù del proprio blasone sportivo, viene riammesso in Serie C. 

## Rosa
| N. |                   | Ruolo | Calciatore         |
| -- | ----------------- | ----- | ------------------ |
|    | Italia (bandiera) | C     | Romeo Alberti      |
|    | Italia (bandiera) | A     | Walter Avanzini    |
|    | Italia (bandiera) | A     | Elvio Banchero     |
|    | Italia (bandiera) | C     | Giuseppe Barantani |
|    | Italia (bandiera) | D     | Arnaldo Benigni    |
|    | Italia (bandiera) | D     | Emilio Biacca      |
|    | Italia (bandiera) | C     | Mario Bonini       |
|    | Italia (bandiera) | P     | Mario Carpi        |
|    | Italia (bandiera) | D     | Bruno Cresci       |
|    | Italia (bandiera) | C     | Francesco De Albi  |

| N. |                   | Ruolo | Calciatore         |
| -- | ----------------- | ----- | ------------------ |
|    | Italia (bandiera) | D     | Alfredo Dell'Aglio |
|    | Italia (bandiera) | C     | Ennio Gnocchi      |
|    | Italia (bandiera) | C     | Goi                |
|    | Italia (bandiera) | D     | Dante Guagnetti    |
|    | Italia (bandiera) | A     | Sante Migliavacca  |
|    | Italia (bandiera) | D     | Walter Negroni     |
|    | Italia (bandiera) | C     | Fortunato Pesenti  |
|    | Italia (bandiera) | D     | Augusto Ponticelli |
|    | Italia (bandiera) | C     | Francesco Schiavi  |
|    | Italia (bandiera) | P     | Alberto Viglioli   |

## Risultati

### Serie C

#### Girone di andata
| Arbitro: | Fuhrmann (Omegna) |

|                              |           |  |
| Zanoni 44’ Cattaneo 68’, 87’ | Marcatori |  |

| Arbitro: | Saracini (Ancona) |

|                 |           |  |
| Migliavacca 55’ | Marcatori |  |

| Arbitro: | Candida (Gorizia) |

|                                     |           |              |
| Rivolta 8’ Fabbris 25’ Cattaneo 71’ | Marcatori | 21’ Avanzini |

| Arbitro: | Viarengo (Asti) |

|              |           |            |
| Avanzini 11’ | Marcatori | 2’ Caliari |

| Arbitro: | Mayer (Trieste) |

|  |           |                           |
|  | Marcatori | 26’ Meroni 77’ Tedeschi I |

| Arbitro: | Zavattaro (Casale Monferrato) |

|                              |           |                      |
| Negroni 3’ (aut.) Biella 33’ | Marcatori | 12’, 87’ Migliavacca |

| Arbitro: | Parpaiola (Padova) |

|                                           |           |              |
| Migliavacca 4’ Barantani 30’ Avanzini 68’ | Marcatori | 44’ Sardi II |

| Arbitro: | Balestrino (Oneglia) |

|                        |           |                 |
| Tagliani 27’ Torti 57’ | Marcatori | 25’ Migliavacca |

| Arbitro: | Vettori (Pisa) |

|  |           |                                                 |
|  | Marcatori | 3’, 12’, 58’ Fasoli 25’, 65’ Barberis 39’ Dondi |

| Arbitro: | Franzi (Vercelli) |

|                                            |           |                          |
| Pajè 15’, 39’ (rig.) Maini 30’ Buttini 49’ | Marcatori | 27’ Avanzini 28’ Pesenti |

| Arbitro: | Candela (Genova) |

|  |           |           |
|  | Marcatori | 61’ Cella |

| Arbitro: | Stecig (Fiume) |

|                        |           |              |
| De Stefanis 51’ (rig.) | Marcatori | 74’ Avanzini |

| Arbitro: | Zanchi (Bergamo) |

|  |           |                |
|  | Marcatori | 37’ De Manzano |

| Arbitro: | Sinico (Verona) |

|                   |           |                     |
| Avanzini 12’, 62’ | Marcatori | 89’ (rig.) Bechelli |

| Arbitro: | Bogetti (Torino) |

|                                          |           |  |
| Argenta 56’ Arienti II 61’ Arienti I 85’ | Marcatori |  |

#### Girone di ritorno
| Arbitro: | Ferrari (Vicenza) |

|                         |           |                 |
| Biacca 7’ Barantani 66’ | Marcatori | 53’, 75’ Cereda |

| Arbitro: | Savio (Torino) |

|                                    |           |                           |
| Buschini 58’ Dell'Aglio 59’ (aut.) | Marcatori | 16’ Gnocchi 43’ Barantani |

| Parma 13 febbraio 1938 18ª giornata | Parma            | 0 – 0 referto | Crema | Polisportivo Walter Branchi\| Arbitro: \| Calvari (Milano) \| |
| Arbitro:                            | Calvari (Milano) |               |       |                                                               |

| Sesto San Giovanni 20 febbraio 1938 19ª giornata | Falck                | 0 – 0 referto | Parma | Campo Dopolavoro Falck\| Arbitro: \| Mastellari (Bologna) \| |
| Arbitro:                                         | Mastellari (Bologna) |               |       |                                                              |

| Arbitro: | Maddaloni (Torino) |

|                                      |           |  |
| Citterio 4’ (rig.) Prata Pizzala 21’ | Marcatori |  |

| Arbitro: | Cristianello (Bari) |

|            |           |                                           |
| Alberti 4’ | Marcatori | 30’ Pedani 56’ (aut.) Alberti 57’ Colombo |

| Arbitro: | Marini (Verona) |

|                        |           |  |
| Soldi 23’ Sardi II 30’ | Marcatori |  |

| Arbitro: | Panciatici (La Spezia) |

|             |           |             |
| Gnocchi 49’ | Marcatori | 26’ Cerutti |

| Arbitro: | Bertolio (Torino) |

|                                                               |           |  |
| Barberis 29’, 36’ Tremolada 53’ (rig.) Dondi 64’ Guittini 76’ | Marcatori |  |

| Arbitro: | D'Agostino (Porto San Giorgio) |

|              |           |                           |
| Banchero 75’ | Marcatori | 35’ Manfredi 41’ Capolaro |

| Arbitro: | Cardinali (Milano) |

|                      |           |              |
| Cella 59’ Budini 67’ | Marcatori | 55’ Avanzini |

| Arbitro: | Carminati (Milano) |

|              |           |  |
| Avanzini 64’ | Marcatori |  |

| Arbitro: | Goracci (Firenze) |

|                           |           |  |
| Carelli 7’ De Manzano 43’ | Marcatori |  |

| Arbitro: | Macchi (Varese) |

|               |           |  |
| Bonifacio 59’ | Marcatori |  |

| Arbitro: | Milanone Ridor (Biella) |

|                            |           |                            |
| Barantani 26’ Banchero 90’ | Marcatori | 12’ Marelli 80’ Arienti II |

### Coppa Italia
| Arbitro: | Garzena (Voghera) |

|  |           |                        |
|  | Marcatori | 75’ Ganelli 78’ Meanti |

## Statistiche

### Statistiche di squadra
| Competizione | Punti | In casa | In casa | In casa | In casa | In casa | In casa | In trasferta | In trasferta | In trasferta | In trasferta | In trasferta | In trasferta | Totale | Totale | Totale | Totale | Totale | Totale | DR  |
| Competizione | Punti | G       | V       | N       | P       | Gf      | Gs      | G            | V            | N            | P            | Gf           | Gs           | G      | V      | N      | P      | Gf     | Gs     | DR  |
| ------------ | ----- | ------- | ------- | ------- | ------- | ------- | ------- | ------------ | ------------ | ------------ | ------------ | ------------ | ------------ | ------ | ------ | ------ | ------ | ------ | ------ | --- |
| Serie C      | 17    | 15      | 4       | 5       | 6       | 15      | 23      | 15           | 0            | 4            | 11           | 10           | 34           | 30     | 4      | 9      | 17     | 25     | 57     | -32 |
| Coppa Italia | -     | 1       | 0       | 0       | 1       | 0       | 2       | 0            | 0            | 0            | 0            | 0            | 0            | 1      | 0      | 0      | 1      | 0      | 2      | -2  |
| Totale       |       | 16      | 4       | 5       | 7       | 15      | 25      | 15           | 0            | 4            | 11           | 10           | 34           | 31     | 4      | 9      | 18     | 25     | 59     | -34 |

### Statistiche dei giocatori
| Giocatore      | Serie C  | Serie C | Coppa Italia | Coppa Italia | Totale   | Totale |
| Giocatore      | Presenze | Reti    | Presenze     | Reti         | Presenze | Reti   |
| -------------- | -------- | ------- | ------------ | ------------ | -------- | ------ |
| R. Alberti     | 24       | 1       | 1            | 0            | 25       | 1      |
| W. Avanzini    | 22       | 9       | -            | -            | 22       | 9      |
| E. Banchero    | 12       | 2       | -            | -            | 12       | 2      |
| G. Barantani   | 22       | 4       | 1            | 0            | 23       | 4      |
| L. Beldrame    | -        | -       | 1            | -2           | 1        | -2     |
| A. Benigni     | 7        | 0       | 1            | 0            | 8        | 0      |
| E. Biacca      | 28       | 1       | -            | -            | 28       | 1      |
| M. Bonini      | 2        | 0       | -            | -            | 2        | 0      |
| M. Carpi       | 5        | -9      | -            | -            | 5        | -9     |
| B. Cresci      | 2        | 0       | 1            | 0            | 3        | 0      |
| F. De Albi     | 21       | 0       | 1            | 0            | 22       | 0      |
| A. Dell'Aglio  | 24       | 0       | 1            | 0            | 25       | 0      |
| E. Gnocchi     | 19       | 2       | -            | -            | 19       | 2      |
| Goi            | 14       | 0       | -            | -            | 14       | 0      |
| D. Guagnetti   | 19       | 0       | -            | -            | 19       | 0      |
| S. Migliavacca | 13       | 5       | 1            | 0            | 14       | 5      |
| W. Negroni     | 12       | 0       | -            | -            | 12       | 0      |
| F. Pesenti     | 12       | 1       | 1            | 0            | 13       | 1      |
| A. Ponticelli  | 30       | 0       | 1            | 0            | 31       | 0      |
| F. Schiavi     | 14       | 0       | 1            | 0            | 15       | 0      |
| A. Viglioli    | 25       | -48     | -            | -            | 25       | -48    |